# Бурдзи (Тризиния)
Бурдзи (греч. Μπούρτζι) — небольшой необитаемый остров в Греции, в бухте Порос залива Сароникос Эгейского моря, к югу от острова Порос, к юго-востоку от города Порос. Остров расположен южнее морских путей к порту Порос. В 1827 году баварский филэллин Карл Вильгельм Гайдек построил на нём замок для защиты порта Порос и контроля за судами, идущими в порт. Остров является туристической достопримечательностью. Административно относится к общине Порос в периферийной единице Острова в периферии Аттика.